# Єрма-Река
Єрма-Река́ (болг. Ерма река) — село в Смолянській області Болгарії. Входить до складу общини Златоград.

## Населення
За даними перепису населення 2011 року у селі проживали 912 осіб, з них 744 особи (99,5%) — болгари.
Розподіл населення за віком у 2011 році:
Динаміка населення: